# Erebus illodes
Erebus illodes là một loài bướm đêm trong họ Erebidae.